# Kanafenati
Kanafenati ali Cananefate, Canninefate ali Canenefatae, kar pomeni 'mojstri čolnov' – ali manj verjetno 'gospodarji pora' – so bili germansko pleme, ki je živelo v delti Rena, v zahodni Bataviji (pozneje Betuwe), v rimski provinci Spodnja Germanija (danes nizozemska provinca Južna Holandija) pred in med rimskim osvajanjem.
Ime očitno izvira iz peščenih tal, na katerih so živeli Kanafenati, ki so veljala za odlična za gojenje lukov, kot sta por in čebula.
Na začetku batavskega upora pod Gajem Julijem Civilisom leta 69 so Batavi poslali odposlance h Kanafenatom, da bi pozvali k skupni politiki. »To je pleme,« pravi Tacit (»Zgodovina«, knjiga IV), »ki naseljuje del otoka in je podobno Batavcem po poreklu, jeziku in pogumnem značaju, vendar je manjvredno po številu.« To nakazuje na podoben izvor kot Batavi iz Hatov. V neuspelem uporu, ki je sledil, je Kanafenate vodil njihov poglavar Brinno, sin poglavarja, ki se je soočil s Kaligulo. Glavno mesto civitas Kananefatov je bil Forum Hadriani, današnji Voorburg.
V sodobnem času naj bi regija Kennemerland izhajala iz imena Cananefatov.